# Gering, Nebraska
Gering är en stad (city) i Scotts Bluff County i delstaten Nebraska i USA. Staden hade 8 564 invånare, på en yta av 13,10 km² (2020). Gering är administrativ huvudort (county seat) i Scotts Bluff County.
Staden är belägen i delstatens västra del, och är sammanväxt med den större grannstaden Scottsbluff i norr. Gering ligger vid foten av Scotts Bluff nationalmonument, ett av Nebraskas mest kända landmärken.

## Historia
Gering grundades officiellt 7 mars 1887 vid foten av klippan Scotts Bluff. Även om platsen bosattes redan 1886, bildades staden som juridisk person 1887 av en sammanslutning av affärsmän ledd av Oscar Gardner från Broken Bow. Staden uppkallades efter Martin Gering, en handelsman och nybyggare som var Gardners affärspartner vid uppförandet av den första butiken för torrvaror. Gardner var även jurist och Gerings första notarius publicus, samt startade postkontoret 1887 och blev stadens första postmästare. Union Pacific Railroad planlade staden som en station på järnvägen på den södra sidan om North Platte River, men spåret lades först 1910, då den konkurrerande järnvägen på andra sidan floden sedan länge redan var byggd. 
I november 1888 avknoppades Scotts Bluff County från Cheyenne County, med Gering som nytt säte för countyts administration. Staden Scottsbluff grundades på andra sidan North Platte River 1899 av ett dotterbolag till Burlington Railroad, och hade spår och en provisorisk station uppförda redan följande år. De två städerna låg på ömse sidor av floden och har under 1900-talet växt ihop till ett sammanhängande tätortsområde, det 7:e största i delstaten Nebraska. 
Dagstidningen Gering Courier har sedan stadens grundande varit ortens lokaltidning.

## Geografi
Gering ligger på södra sidan av North Platte River, medan grannstaden Scottsbluff ligger omedelbart på den andra, norra sidan av floden. Direkt sydväst om staden ligger Scotts Bluff nationalmonument.